# Kozi Mur

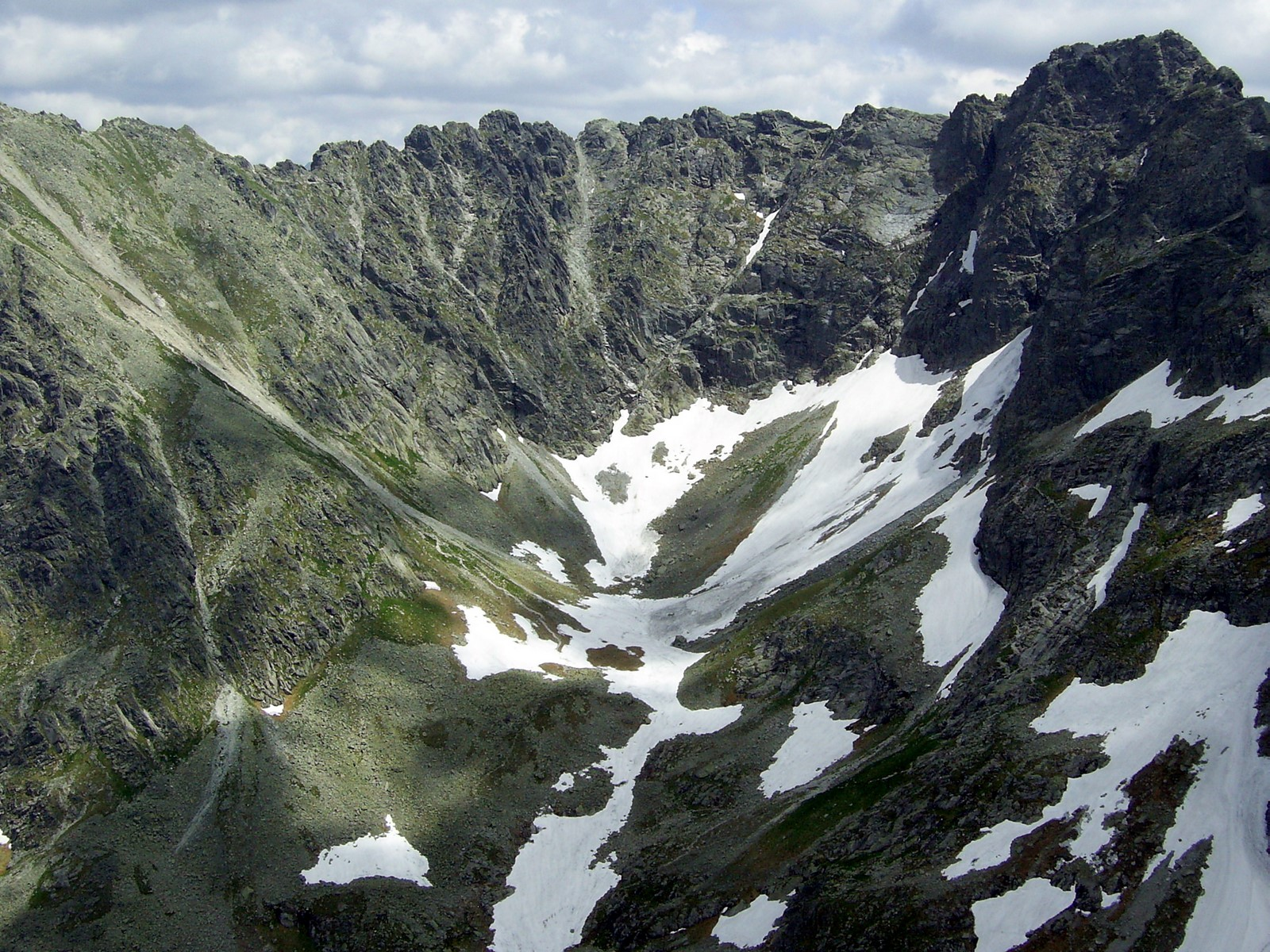
Blick vom Tal Dolina Kozia

Die Gemsenmauer (polnisch Kozi Mur) ist ein Berg in der polnischen Hohen Tatra mit 2266 m im Massiv des Gemsenbergs (Kozi Wierch). Auf dem Gipfel verläuft die Grenze zwischen den Gemeinden Zakopane im Westen und Bukowina Tatrzańska, konkret den Ortsteil Brzegi, in der Woiwodschaft Kleinpolen im Landkreis Powiat Tatrzański.

## Lage und Umgebung
Unterhalb des Gipfels liegen die Täler Fünfseental, konkret sein Hängetal Dolina Pusta, im Osten und Seealmtal (Dolina Gąsienicowa), konkret sein Hängetal Dolina Czarna Gąsienicowa, im Westen.

## Etymologie
Der polnische Name Kozi Mur lässt sich als Gämsemauer übersetzen. 

## Flora und Fauna
Trotz seiner Höhe besitzt die Gemsenmauer eine bunte Flora und Fauna. Es treten zahlreiche Pflanzenarten auf, insbesondere hochalpine Blumen und Gräser. Neben Insekten und Weichtieren sowie Raubvögeln besuchen auch Murmeltiere und Gämsen den Gipfel.

## Tourismus
Die Gemsenmauer ist bei Wanderern und Kletterern beliebt. Sie liegt auf dem Höhenweg Orla Perć.

### Routen zum Gipfel
Der Höhenweg Orla Perć führt über den Kozi Mur vom Bergpass Zawrat zum Bergpass Krzyżne.
- ▬ Ein rot markierter Wanderweg führt vom Kasprowy Wierch über die Gipfel Beskid und Pośrednia Turnia sowie die Bergpässe Liliowe und Świnicka Przełęcz auf die Świnica und weiter zum Höhenweg Orla Perć, der beim Bergpass Zawrat beginnt. Als Ausgangspunkt für eine Besteigung aus den Tälern eignen sich die Berghütten Schronisko PTTK Murowaniec sowie Schronisko PTTK w Dolinie Pięciu Stawów Polskich.

## Belege
- Zofia Radwańska-Paryska, Witold Henryk Paryski: Wielka encyklopedia tatrzańska. Poronin, Wyd. Górskie, 2004, ISBN 83-7104-009-1.
- Tatry Wysokie słowackie i polskie. Mapa turystyczna 1:25.000, Warszawa, 2005/06, Polkart, ISBN 83-87873-26-8.